# НОМ
НОМ (укр. Неформальне Об'єднання Молоді, рос. Неформальное Объединение Молодёжи) — радянський і російський музичний гурт альтернативного характеру, заснований 1986 року в Санкт-Петербурзі. Напрям музичної творчості НОМ переважно визначається як рок, її стійкою тенденцією є іронічно-глузливий погляд на навколишній світ. Також гурт створює іронічно-абсурдистські поезію, прозу, фільми. Склад гурту багато разів змінювався.

## Особливості творчості
Тексти пісень гурту поєднують поетику абсурду, гротеск, та зумисне спрощену «вуличну» лексику. НОМ часто звертається до зображення маргіналів (алкоголіків, деградованої інтелігенції), надприродного (нечиста сила, іншопланетяни). В текстах прослідковується висміювання популярних тем — толерантності до гомосексуалів, нацменшин; глузування з ностальгії за СРСР, критика чинної влади Російської Федерації. Обкладинки альбомів гурту переважно створюються художником Миколою Копейкіним.

## Ставлення до України
Гурт НОМ притримується українофобських поглядів. Неодноразово висміював українців та Україну у своїх кліпах та піснях, зокрема «Украинская лирическая» і «Укрблюз».

## Учасники

### Поточні
- Андрій Кагадеєв — вокал, бас-гітара (1986 — досі)
- Олександр Лівер (справжнє ім'я — Дмитро Тихонов) — вокал, синтезатор, гітара (нині громадянин Франції, але періодично бере участь у виступах НОМ) (1986 — досі)
- Микола Гусєв — синтезатор, ЕОМ, вокал (1994, 1997 — досі)
- Микола Копєйкін — сценічна дія, бек-вокал (2000 — досі)
- Варвара Звєрькова — вокал, бек-вокал (епізодично бере участь в записі альбомів і концертах) (2005 — досі)
- Вадим Латишев — ударні (офіційно не є учасником гурту, належачи до «Кирпичи», але виступає з НОМ на концертах як сесійний музикант) (2010 — досі)
- Федул Жадний — сценічна дія, вокал, бек-вокал (2014 — досі)
- Олексій Зубков — балалайка, віолончель, гармоніка, гітара (2014 — досі)

### Колишні
- Сергій Кагадеєв (†) — вокал, сценічна дія (1986—1997, 2006—2013)
- Сергій Хазалов — перкусія (1986)
- Сергій Бутузов — гітара (1986—1989, 1994, 2011 року на січневих концертах «Брутто»)
- Микола Родіонов — ударні інструменти, флейта (1986—1988)
- Володимир Постніченко — ударні інструменти (1988—1997)
- Іван Турист (Юрій Салтиков) — вокал, перкусія, сценічна дія (1988—2014)
- Олексій Рахов — гітара, саксофон (1993—1995, 1997—1998, 2002)
- Віталій Лапін — гітара (1995—2016)

## Історія
Датою офіційного утворення гурту вважається 28 лютого 1987 року, проте діяльність учасників почалися раніше, в 1986 в місті Пушкін. Засновник, Андрій Кагадеєв, грав з барабанщиком Миколою Родіоновим ще в шкільному ансамблі. До первинного складу увійшов також брат Андрія, Сергій (вокаліст), Дмитро Тихонов (клавішник), Сергій Бутузов (гітарист) і Юрій Салтиков (вокаліст). Перші композиції записувалися на простий домашній магнітофон. Вони мали частушечно-фольклорні та естрадно-кабаретні мотиви.
У 1988 році гурт війшов до складу рок-об'єднання «Мост». «НОМ» виступив на VI фестивалі Рок-клубу, де і став відомим. Твори набули рис постпанку, ритм-енд-блюзу й фанку. Через кілька років замість Родіонова барабанщиком став Володимир Постніченко. У перші роки свого існування колектив активно гастролював по країні і випустив перший відеокліп «Карлик» і дебютний альбом «Брутто». У 1989 році колектив покинув Бутузов. Альбом «К чортям собачьим» 1990 року після виступу гурту на фестивалі Рок-клубу зробив «НОМ» одним з лідерів рок-музики СРСР.
З 1990 року протягом майже шести років гурт гастролював по Європі. Невдовзі замість Сергія Бутузова гітаристом став Олексій Рахов, а потім його місце зайняв Віталій Лапін. Дмитра Тихонова, який поїхав до Женеви, замінив Юрій Соболєв, його в свою чергу — Іван Соколовський. В 1990-і вийшли альбоми «НОМ»: «Супердиск», «Во имя разума», «Сенька — Мосгхаз», «Жир». «НОМ» став чи не єдиним російським гуртом свого часу, який відреагував на поширення сексуальних меншин у країні, щоправда з притаманним йому іронічно-глузливим характером. У «Во имя разума» було вперше широко використано науково-фантастичні мотиви.
У 1995 Тихонов остаточно переїхав до Швейцарії, де став виступати в оперному театрі. Десятиріччя гурту відзначалося виступом в Петербурзькому цирку 1997-го. Після цього учасники розійшлися в поглядах щодо спрямування творчості. Восени 1997 «НОМ» було розділено на «НОМ EURO» з більш важким звучанням (Сергій Кагадеєв, Володимир Постніченко, Денис Медведєв і Микола Майоров), і «НОМ ЖИР», що наслідував звучання альбому «Брутто» (Андрій Кагадеєв, Юрій Салтиков, Дмитро Тихонов і Микола Гусєв). Віталій Лапін підтримував співпрацю з обома групами. «НОМ ЖИР» не була офіційною назвою, а вигаданою шанувальниками гурту від назви альбому «Жир».
Гурт «НОМ EURO» проіснував до 2001 року. «НОМ ЖИР» повернулися до назви «НОМ». Тоді назва почала розшифровуватися не лише як «Неформальное Объединение Молодёжи», а й «Не очень молодые» та «Несколько одетых мужчин». Андрій Кагдеєв з Бутузовим зайнялися також літературою, випустивши в 2000 збірку романів і повістей «Чудовиська». В 2002 Кагдеєв заснував кіностудію «НОМ-фильм». Першою її стрічкою стала чорна комедія «Пасіка».
У 2000-х «НОМ» було випущено багато нових пісень і оброблено старих композицій. Іронічно-пригодницький фільм «Фантомас знімає маску», що є продовженням популярної в СРСР серії про пригоди інспектора Жюва, виборов приз на фестивалі «Кінотавр». «НОМ» виступає в клубах Росії кожні кілька місяців.

## Дискографія

### Студійні альбоми
- Брутто (1989)
- К чортям собачьим (1990)
- Супердиск (1992)
- Сенька — Мосгхаз (1994)
- Во имя разума (1996)
- Жир (1997)
- Extracompact (2000)
- Очень отличный концерт (2001)
- 8 УЕ (2002)
- Russisches Schwein (2003)
- Альбом реального искусства (2004)
- Более мощный (2005)
- Превыше всего (2009)
- В мире животных (2013)
- Семеро смертных (2014)
- Оттепель (2016)
- Я тебя услышал (2018)
- Веселая карусель (2020)

### Концертні альбоми
- Live is Game (1994)
- LiveЖир (1998)
- Концерт в золотом составе (2009)
- Семеро смертных. Live In Adva (2015)

### Саундтреки
- Жбан дурака (2001)
- Пасека (2002)
- Фантомас снимает маску (2008)

### Збірки
- Ultracompact (1995)
- НОМ-15 (2002)
- Легенды русского рока (2005)
- Love Songs (2013)
- 50 копеек (2016)
- Путешествие в страну Рок-Музыка (2017)

### Євро-НОМ
- Euro (1997)

### Олександра Лівера
- Несколько оригинальных мелодий (1998)
- Картонные песенки (1999)
- What a wonderful Liver (2000)
- Песни забытых композиторов (2001)
- Профессионал (2003)
- Картонные песенки (2004)
- Карнавал зверей Сен-Санса (2006)
- Песни заграничных композиторов (2007)
- Песни русскоязычных композиторов (2008)
- Каникулы в опере (2013)
- Песни цыганских композиторов (2016)
- Серенады свинопасов планеты (2019)[4]

## Немузичні проєкти гурту
- КОЛХУи (Колдовские художники) — група художників без спеціальної освіти, заснована в 2002 році, що займається живописом, а також музикою, літературою, фото, відео, інсталяціями та перформансами. Спеціалізується на іронічних і саркастичних творах, покликаних «не зачарувати, а розчарувати» глядача[5].
- НОМ-фильм — студія, заснована в 2002 році, що створює іронічно-абсурдистські відео й фільми[6].

## Фільмографія
Як і музика, фільми, зняті учасниками гурту, вирізняються іронічно-глузливим настроєм, абсурдом, зумисне низькоякісними декораціями та спецефектами.
- Чарівний магніт (рос. Волшебный магнит, 1992) — компіляція кліпів та скетчів.
- Хазяї СРСР, або мавп'яче рило (рос. Хозяева СССР, или обязьянье рыло, 1994) — компіляція кліпів, скетчів і записів концертів.
- Зроблено в Європі (рос. Сделано в Европе, 1996) — компіляція зйомок, виконаних під час подорожей Європою.
- Фіолетові гНОМи (рос. Фиолетовые гНОМы, 2000) — компіляція кліпів і скетчів.
- Слоненя Гобо (рос. Слоненок Гобо, 2001) — короткометражний детектив.
- Жбан дурня (рос. Жбан дурака, 2001) — короткометражна трагікомедія.
- Пасіка (рос. Пасека, 2002) — чорна комедія, «трилер-казка» з елементами жахів.
- Геополіпи (рос. Геополипы, 2004) — низка пародій на відомих історичних осіб.
- Три вождя (2004) — низка пародій на відомих історичних осіб.
- Білоруська бувальщина (рос. Беларуская быль, 2006) — комедія.
- Фантомас знімає маску (рос. Фантомас снимает маску, 2007) — комедія, вільне продовження фільмів про Фантомаса.
- Коричнева доба російської літератури (рос. Коричневый век русской литературы, 2008) — іронічний відеоальманах читань російської літератури.
- Зоряний ворс (рос. Звездный ворс, 2011) — фантастична комедія.
- Хазяї СРСР, або мавп'яче рило. Двадцять років по тому (рос. Хозяева СССР, или обезьянье рыло. Двадцать лет спустя, 2012) — компіляція кліпів і записів концертів.